# 河口湍蛙
河口湍蛙（学名：Amolops shihaitaoi），一种分布于中国云南、广西和越南北部等地区的两栖动物，隶属于蛙科湍蛙属。模式产地为中国云南河口瑶族自治县。种小名源自海南师范大学教授史海涛的名字，以感谢其对中国两栖爬行动物学研究的突出贡献。本种原被视为华南湍蛙（Amolops ricketti）种群，2022年研究人员根据形态学和分子学证据认定为一新种。

## 形态特征
体型中等，雄蛙体长（SVL）35.5-37.3mm，雌性为39.2-45.7mm。身体背面呈橄榄褐色，具深褐色斑块，四肢背面有不规则的深褐色条纹；咽、胸部奶白色，杂有明显的深色及浅黄色斑；四肢腹面半透明，灰色夹杂浅黄；虹膜黑色，杂有棕色斑。